# 도노카와 유토
도노카와 유토(일본어: 都乃河 勇人)는 비주얼 아트 산하의 비주얼 노벨 제작사 Key의 시나리오 라이터이다. 그는 Key의 6번째 작품인 《리틀 버스터즈!》에서부터 활동을 시작해 카미키타 코마리와 쿠루가야 유이코의 시나리오를 담당했다. 또한 그는 《리틀 버스터즈!》의 엔딩 테마곡인 "Alicemagic"의 가사를 첫 작사 활동으로 제작했다. 마에다 쥰이 Key의 메인 시나리오 라이터 자리에서 물러났기에, 그는 그 자리에 올라 Key의 7번째 작품인 《리라이트》의 시나리오를 작성하게 되었다. Key의 스태프들 중에서는 그가 가장 자주 Key 공식 스태프 블로그의 업데이트를 하고 있다.